# Harlesiel
Harlesiel is een badplaats ten noorden van het Duitse dorp Carolinensiel, een deel van de gemeente Wittmund in Nedersaksen. Harlesiel heeft ongeveer 800 inwoners. In de plaats mondt de Harle uit in de Waddenzee. De veerboot naar Wangerooge vertrekt uit deze plaats. Bundesstraße 461 eindigt in de veerhaven.
Harlesiel ontstond tussen 1953 en 1956 toen ten noorden van de Friedrichssluis een nieuwe haven en een nieuwe zijl werd aangelegd. De  zijl is feitelijk een gemaal. In de jaren 60 werd buitendijks een badstrand aangelegd. Harlesiel heeft enkele campings en vakantiehuisjesparken.

## Link
- website Harlesiel

- Gemeinsame Normdatei: 4825498-8
- Virtual International Authority File: 237477421